# Argyroeides spectrum
Argyroeides spectrum là một loài bướm đêm thuộc phân họ Arctiinae, họ Erebidae.